# Jurjevski Dol
Jurjevski Dol este o localitate din comuna Šentilj, Slovenia, cu o populație de 66 de locuitori.